# Počešće
Poçestë en albanais et Počešće en serbe latin (en serbe cyrillique : Почешће) est une localité du Kosovo située dans la commune/municipalité de Pejë/Peć et dans le district de Pejë/Peć. Selon le recensement kosovar de 2011, elle compte 404 habitants, tous albanais.

## Démographie

### Évolution historique de la population dans la localité
| 1948 | 1953 | 1961 | 1971 | 1981 | 1991 | 2011 |
| ---- | ---- | ---- | ---- | ---- | ---- | ---- |
| 380  | 419  | 454  | 537  | 697  | 733  | 404  |

|  |